# Liste der Bodendenkmale in Cavertitz
In der Liste der Bodendenkmale in Cavertitz sind die Bodendenkmale der Gemeinde Cavertitz und ihrer Ortsteile nach dem Stand der Auflistung von Klaus Kroitzsch und Harald Quietzsch aus dem Jahr 1984 aufgelistet. Eventuelle Änderungen und Ergänzungen, insbesondere aus der Zeit nach der Wende, sind nicht berücksichtigt, da für Sachsen aktuell keine neueren allgemein zugänglichen Bodendenkmallisten vorliegen. Die Baudenkmale sind in der Liste der Kulturdenkmale in Cavertitz aufgeführt.
| Denkmal-ID | Fundart             | Ortsteil      | Bezeichnung                               | Zeitstellung    | Lage | Bemerkungen | Bild |
| ---------- | ------------------- | ------------- | ----------------------------------------- | --------------- | --- | --- | ---- |
| ?          | Befestigung > Burg  | Bucha         | Wehranlage „Kirchberg“                    | Slawenzeit      | nordöstlicher Ortsrand, südlich der Straße nach Zeuckritz                                                                                          | durch Kirche und Friedhof überbaut, Außenböschungen im Norden und Süden und an der Südwecksecke erhalten, Schutz seit 20. Februar 1936, erneuert 1. Februar 1959                   |      |
| ?          | Grabmal > Grabhügel | Bucha         | Gruppe von 17 Hügelgräbern, „Kriegsgüter“ | Bronzezeit      | nordwestlich des Orts in der Dahlener Heide, Abteilungen 53 und 54, südwestlich des Lattenbergs, auf dem Gebiet der Gemarkungen Bucha und Olganitz | Hügel mit bis zu 17 m Durchmesser und bis zu 2 m Höhe, teilweise gekesselt und durch Militärübungen beschädigt, Schutz seit 23. Juli 1940, erneuert 1. Februar 1959                |      |
| ?          | Befestigung > Burg  | Cavertitz     | Wehranlage „Burgelsberg“                  | Mittelalter     | östlicher Ortsrand, südöstliche Grenze des Kirchhofs, Dahleniederung                                                                               | Turmhügel mit umlaufendem Sumpfgürtel bzw. Wassergraben, im Nordwesten durch Friedhofsmauer und Keller gestört, Schutz seit 1935, erneuert 1. Februar 1959                         |      |
| ?          | besonderer Stein    | Cavertitz     | Steinkreuz                                | Spätmittelalter | südlicher Ortsausgang, Kreuzung der Straßen von Cavertitz nach Laas und von Sörnewitz nach Klingenhain                                             | Schutz seit 14. Januar 1963 |      |
| ?          | Befestigung > Burg  | Lampertswalde | Wasserburg                                | Mittelalter     | östlicher Ortsrand, östlich der Kirche, Dahleniederung                                                                                             | fünfeckiger Bühl mit umlaufendem Graben, durch Schloss überbaut (1945 abgerissen), Graben im Nordteil der Westseite verlandet, Schutz seit 24. Juli 1936, erneuert 1. Februar 1959 |      |
| ?          | besonderer Stein    | Lampertswalde | Steinkreuz                                | Spätmittelalter | im Ort, zwischen eigentlichem Dorf und Gutsbereich                                                                                                 | Kreuzeinritzung, Schutz seit 21. Januar 1963 |      |
| ?          | besonderer Stein    | Treptitz      | Steinkreuz                                | Spätmittelalter | südlicher Ortsausgang, westlich an der Straße nach Cavertitz, Südende der Mauer eines Gutsgartens                                                  | verstümmelt, Schutz seit 21. Januar 1963 |      |